# ナヤン・カダアンの乱
ナヤン・カダアンの乱とは、1286年（至元23年）から1292年（至元29年）にかけて大元ウルスに対して東方三王家（東道諸王）が起こした反乱。反乱の首謀者ナヤンが挙兵してから捕縛されるまでの「ナヤンの乱（1286年4月 - 7月）」と、その後高麗方面に逃れたカダアン率いる反乱軍残党が鎮圧されるまでの「カダアンの乱（1286年 - 1292年）」に大別され、両者をあわせて「ナヤン・カダアンの乱」と総称する。
クビライの治世晩年に起こった大事件であり、嫡子たちに先立たれたクビライ自らが老齢を押して出陣し反乱を鎮圧したことが『東方見聞録』をはじめ各種史料で語られている。反乱鎮圧戦の後半でクビライに代わって主将を務めたテムル（クビライの孫に当たる）はこの戦いで朝廷内の有力者との関係を強化し、クビライの後継者としての地位を確立した。

## 背景

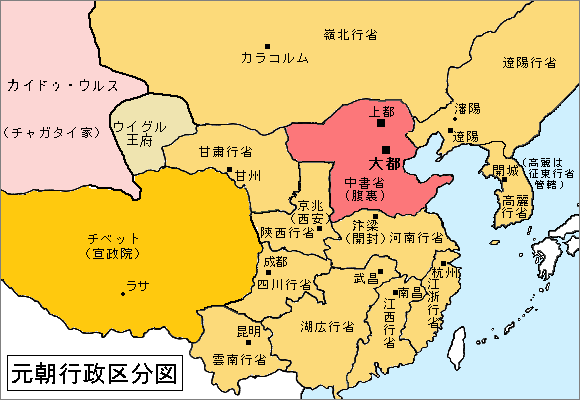
大元ウルスの行省

反乱の主体となった「東道諸王（東方三王家）」はチンギス・カンの弟たちを始祖とする王家の総称で、ジョチ・カサルを始祖とするカサル・ウルス、カチウンを始祖とするカチウン・ウルス、テムゲ・オッチギンを始祖とするオッチギン・ウルス、ベルグテイを始祖とするベルグテイ・ウルスからなる。これらの王家は「西道諸王」、すなわちジョチ・ウルス、チャガタイ・ウルス、オゴデイ・ウルスがチンギス・カンによって均等に兵力を分配されたのとは対照的に、オッチギン・ウルスのみが極端に多くの兵を分配されていた。そのため、東道諸王は早い段階から「オッチギン・ウルスが中心となり、他のウルスはこれに従う」という力関係が確立し、帝国内での政変・内戦ではオッチギン家当主を盟主として行動をともにするのが常となっていた。
1259年にモンケ・カアンが死去し帝位継承戦争が勃発した時も同様で、東道諸王はオッチギン家当主のタガチャルを盟主として一致してクビライ即位を支持し、その勝利に大きく貢献した。この結果、オッチギン家以下の東道諸王はクビライ政権樹立の功労者として、大元ウルスにおいて厚遇された。しかし、タガチャルの死後にその孫ナヤンがオッチギン家当主となると、クビライ政権と東道諸王は緊密な関係を次第に失い、やがてナヤンは反乱を起こすに至った。
ナヤンが反乱を起こすに至った原因について、『東方見聞録』は「彼（ナヤン）は若年にして数国を領有する王に封ぜられ、四十万騎からの軍勢を擁していた。彼の父祖たちは代々カアンの臣下であったし、彼もそれまでは同様にカアンに臣事してきたのであるが、右のごとくなにしろ三十歳の若さで数国を領有し、四十万騎の軍勢を掌握したものだから、ついこれをたのんで驕慢となった」と記述している。ここでは、若くして大権を得たナヤンが増長した結果反乱を起こすに至ったと記されている。一方、現代の歴史学者の間では反乱の主な原因はクビライの進めた諸政策がナヤンら諸王の権益と衝突し、ナヤンら諸王の大元ウルスに対する不満が高まったことにあると基本的に考えられている。実際に、至元10年代には遼東方面に中央から派遣されてきた官吏が現地の「諸王の諸部種人」「東藩の諸王の鷹人」「親王の使者」といった東道諸王の代理人の横暴振りに直面し、彼らと対立するといった記録が頻出している。このように、東道諸王にとって元代半ばの朝廷は「その所領支配に介入し規制を加え、権益を脅かす存在」と認識されており、このような不満が積み重なった結果「ナヤン・カダアンの乱」が勃発するに至ったのだと考えられている。
ただし、クビライのどの政策が反乱の直接的な切掛けとなったかについては諸説あり、以下に示すように多くの議論がある。
20世紀のモンゴル史研究者の間では、ナヤンの反乱の原因について「クビライの伝統中国的な中央集権政策の一環として東京等処行中書省（東京行省）が設置された結果、これによって従来の権益を侵されたナヤンらが不満を抱き反乱を起こすに至った」と説明されるのが一般的であった。この説の論拠は反乱勃発の直前、1286年（至元23年）に東京行省が設置されたと『元史』に記述されていることにあり、中央（中書省）の出先機関たる東京行省の設置がナヤンら諸王の権益と衝突したのだろうとする。しかし、実は東京行省は設置の僅か2か月後に廃止されており、もし東京行省の設置が諸王の権益削減のためのものであったとするならば、なぜこの短期間で廃止されたが説明がつかない、との批判がある。また、『元史』の別の個所では1284年（至元21年）時点ですでにナヤンの反逆の意思が明らかになっているとの記述もあり、現在では「東京行省の設置がナヤンの反乱の直接的なきっかけとなった」という説は支持されていない。
一方、上記の説を批判して新たな議論を提唱したのが堀江雅明である。堀江は東京行省が設置された結果反乱が起こったのではなく、むしろナヤンの叛意を事前に察知したクビライがこれに対抗するために設置したのが東京行省であると指摘した。その上で、その後の東京行省の廃止はクビライの対ナヤン政策の転換によるものだと解釈するのが自然である、と指摘した。
また、吉野正史は「ナヤンの乱」に参戦した戦力をまとめた上で、クビライ側の軍勢の大部分が反乱勃発以前からモンゴリアから現在の沿海地方一帯に駐屯していたことを指摘し、「ナヤンの乱」発生以前からナヤンらに対する包囲網は出来上がっていたのであり、「ナヤンの乱とは、オッチギン家を中心とする東方諸王家が元朝側によって仕掛けさせられたもの」ものであると指摘した。その上で、この時期に「クビライがナヤンに反乱を起こすよう仕向けた」のは、1284年から1286年にかけて大元ウルスにとって国際情勢が好転する中で、1285年（至元22年）に皇太子であったチンキムが急逝したため自らの存命中に国内の不安要素を取り除かねばならないとクビライが考えたためではないかと推測している。

## 参戦兵力

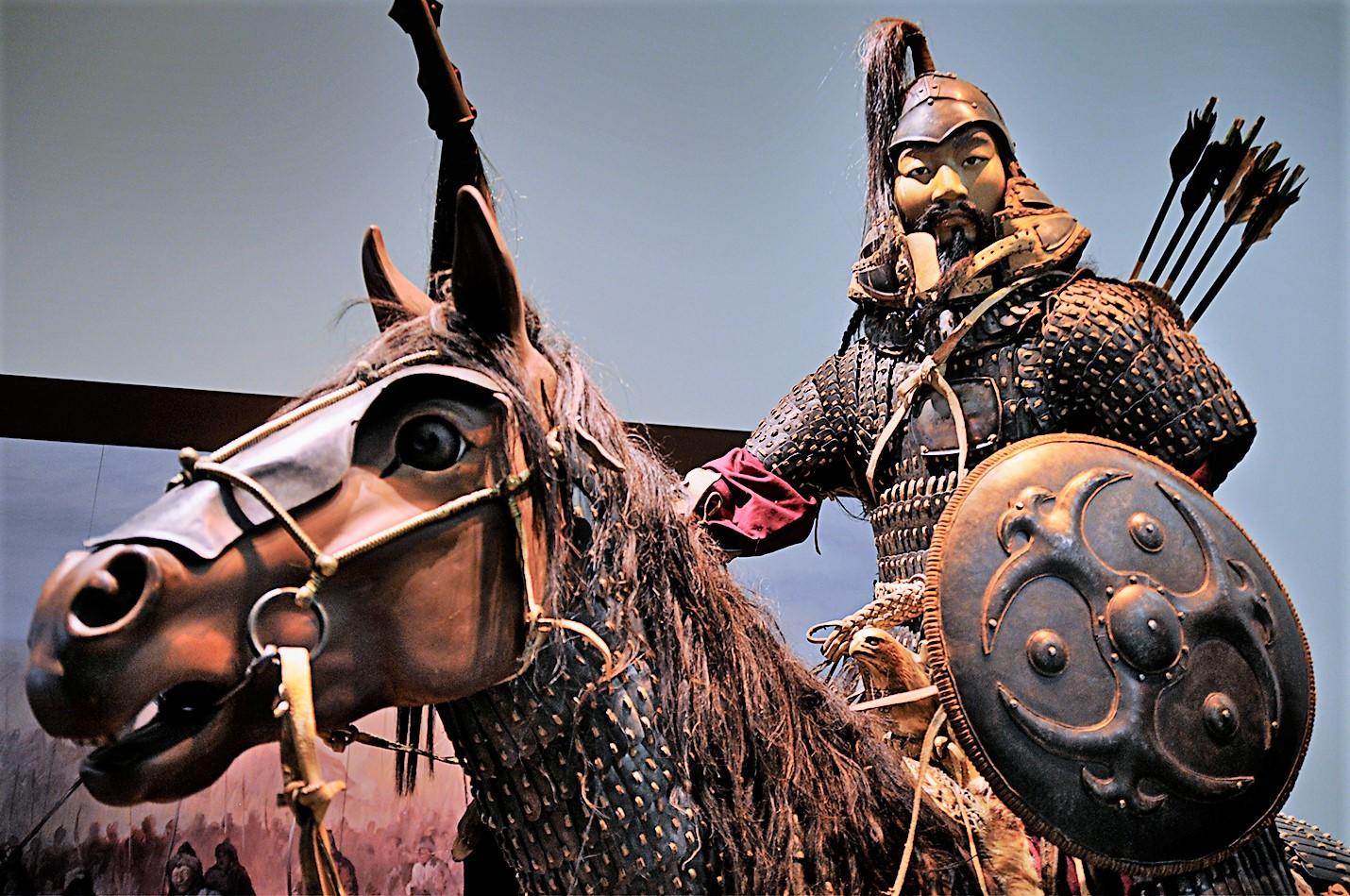
モンゴル騎兵

### 大元ウルス
大元ウルス側の戦力はクビライ自らが率いる主力軍と、王子アヤチ率いる第2軍、その他いくつかの別動隊から成り立っていた。クビライ自身は「ナヤンの乱」鎮圧時点で軍から引き揚げたため、「カダアンの乱」の時には孫のテムルが代わって主将を務めている。吉野正史は「ナヤン・カダアンの乱」に参戦した大元ウルスの軍事編成は（1）クビライが総司令を務めた「ナヤンの乱」前期、（2）クビライに代わってテムルが総司令を務めた「ナヤンの乱」後期、（3）2に引き続いてテムルが総司令を務めた「カダアンの乱」前期、（4）テムルやアヤチといった王族が引き上げて現地の軍団のみが動員された「カダアンの乱」後期、の4期に大きく分類されると指摘している。このような軍勢編成の変化は、反乱の規模が縮小していくに従い政府にとってこの反乱の位置づけが「国家規模の問題」から「地域規模の問題」にシフトしていった結果であると考えられている。
また、この時の大元ウルス軍の編成における大きな特徴として、王族の参加が非常に少ないことが挙げられる。これは西方のカイドゥの侵攻に備えなければならず動員が限定的であったという事情もあるが、本質的にはこの反乱がクビライ政権と東道諸王との対決という構図であったことに起因する。

#### クビライ側近
モンゴル帝国では初代チンギス・カン以来、皇帝（カアン）には1万のケシク（親衛隊）がつき、カアンの身辺世話・護衛を務める制度が確立されていた（ケシク制度）。クビライ自らの出陣に当たってクビライのケシクも従軍しており、戦闘時には「（ケシクの）ジルカランのみが剣を帯びて寝門の外に立つことを許され、親王や貴人であっても許しなしにその中に入ることは許されず、（ケシクの賀勝が）ゲルの中のクビライから密旨を受けて諸将に伝令した」ことが記録されている。クビライ・ケシクの中にはカアンの身辺警護のみならず、アシャ・ブカのように諸王の下に使者として派遣されるなど特殊な任務を果たした者もいた。
また、ケシクとは別にこの主力軍には枢密院のバヤン、大司農のテケ、御史台のウズ・テムル（後述）といった、朝廷の高官も多数従軍していた。ここには中書省、枢密院、御史台といった中央の三大省庁の高官が揃っており、「元朝の朝廷そのものが規模を縮小しつつ移動してきた」ようなものであった。彼らは基本的にクビライの側近くにあって献策や相談を受けることなどを主な役目としていたが、郭明徳という人物は直接武器を執って戦ったことが記録されており、これら高官もいざという時には武器を取って戦闘に加わったようである。

#### テムル側近
テムルがどの時期からこの戦争に従軍したかは不明瞭であるが、『元史』巻135忽林失伝には「ナヤン討伐戦で体中に矢傷を負ったクルムシ（忽林失）をテムルが側近の者に命じて治療させた」との記述があり、「ナヤンの乱」時点ですでに叛乱鎮圧軍の軍中にあったことは確実である。前述したように、クビライが帰還した後にはテムルが代わって主将を務めたため、「カダアンの乱」前期においては遠征軍の中枢となった。
この時テムル直属の部下であった者にはオルジェイなどチンキムのケシク出身者であった者が多数含まれており、後述するように彼らの多くがテムル即位後に高官として取り立てられている。

#### 侍衛親軍
この戦役においてクビライ軍の戦闘における主力として活躍したのは、侍衛親軍と称されるクビライによって新設された軍団であった。侍衛親軍は継承戦争時にはクビライが漢人を選抜して直属の軍団を新設したのが起源で、既存のモンゴル軍とは異なる大元ウルス独自の軍団であった。この軍団の大きな特徴は漢人をはじめとしてアスト人、キプチャク人、カンクリ人といった帝国内では「新参の」諸族を集めた軍団が増設されていったことで、これらの軍団は新参者であるが故に帝国内の内戦でためらいなく戦えるという強みを有していた。
この軍団を統率したのは建国の功臣で「四駿」の一角ボオルチュの末裔ウズ・テムルで、「ナヤンの乱」「カダアンの乱」の両方において元軍の重要人物として活躍した。

#### 五投下軍
「五技下」とはジャライル部・コンギラト部・イキレス部・マングト部・ウルウト部という一体性の強い5部族の総称で、帝位継承戦争時には東道諸王とともにクビライの即位に大きく貢献した勢力であった。ただし、この戦役では五投下軍がそろって行動することはほとんどなく、各部族がそれぞれクビライの命を受けて個別に動いていた。
コンギラト部当主のテムル（クビライの孫のテムルとは別人）が率いるコンギラト軍はこの戦役に参加した五投下軍の中で最大の勢力で、クビライの主力軍と行動を共にし、敵軍の伏兵を破ったことなどが記録されている。具体的な活動は不明だが、「カダアンの乱」にも参加していたようである。
もう一人「五投下」の人間で活躍したのがマングト部のボロカンで、本来庶流の出であったが優秀であったためにクビライに取り立てられていた。ボロカンは「ナヤンの乱」時にはクビライに直属する将として活躍し、「カダアンの乱」時にはアヤチ・ナイマダイ率いる諸王軍に転属して活動した。
この他、イキレス部・ウルウト部・ジャライル部は上記2部とは別に遼西方面から侵攻するよう命じられたことが記録されている。なお、イキレス部などの遊牧地は反乱軍の侵攻に晒された義州付近にあったと考えられている。

#### 上都駐留軍
「ナヤンの乱」勃発時にクビライは上都に滞在しており、軍勢の招集もこの地で行われたためか、上都駐留軍もクビライの親征軍に従軍している。そもそもが首都を守る駐留軍であるため、直接戦闘に参加することはなく主に本営の守備・物資管理を任務としていた。

#### 遼陽行省軍
遼陽行省平章のセチェゲンらを指揮官とする軍団。「ナヤンの乱」勃発時点では遼陽行省は設置されていなかったが、すでにセチェゲン率いる軍団は存在しており、これが元となって遼陽行省軍を形成した。遼陽行省軍は主力軍の帰還後、「カダアンの乱」以降元軍の主力として活躍し、反乱鎮圧に大きな役割を果たしたと考えられている。

#### カラコルム駐屯軍
カラコルムに駐屯する、北安王ノムガン率いる軍団は西方のカイドゥの侵攻に備えるために基本的に動くことができず、キプチャク人将軍トトガクの率いるキプチャク軍団のみがナヤン・カダアンの乱鎮圧戦に参加した。トトガク軍は同じくカラコルム駐屯軍に属するカチウン家のシンラカル、コルゲン家のエブゲンの蜂起を防いだ後本軍に合流し、「カダアンの乱」の際にはテムルの指揮下に入った。

### 東道諸王側
東道諸王側は中核をなすオッチギン家・カサル家・カチウン家と、これに呼応したコルゲン家・コデン家などから成り立っていた。ただし、これらの王家の中でも反乱軍に靡かずクビライに味方する者がいるなど、決して一枚岩ではなかった。

#### オッチギン家
当主のナヤンを中心として反乱を起こし、「ナヤンの乱」の主力となった。『東方見聞録』の記述によると「40万騎」を擁する大軍であり、ナヤンがキリスト教（ネストリウス派）を信仰していたため十字架を掲げていたという。オッチギン家直属のモンゴル騎兵のみならず、勢力圏の満州から女直人を徴兵していたことが史料上から確認される。
一方、オッチギン家傍流のナイマダイはナヤンと挟を分かってクビライに味方している。ナイマダイは帝位継承戦争時には当時の当主タガチャルに逆らってアリク・ブケ派につき、「ナヤンの乱」時には逆にナヤンに逆らってクビライ側に就いたという特異な経緯を持ち、庶流の出であるが故に主流派に逆らって成り上がろうという意図を持った野心家だったのではないかと考えられている。

#### カサル家
『集史』「イェスゲイ・バートル紀」のカサル家条によるとこの頃の当主はシクドゥルで、「彼（シクドゥル）は後にオッチギン・ノヤンの一族出身のタガチャルの孫たちと同意し、彼等はクビライ・カアンに対して反逆を企てた」と記される。シクドゥル軍はナヤン軍とは行動を別にし、主に遼東・遼西方面でアヤチ率いる軍団と戦った。

#### カチウン家
『集史』「イェスゲイ・バートル紀」のカチウン家条によるとこの頃の当主はシンラカルで、「彼（シンラカル）はオッチギン・ノヤンの一族のナヤン及び他の諸王子と同盟し、彼等はクビライ・カアンに対して反逆を企てた」と記される。シンラカルは反乱勃発時にモンゴル高原に駐留する北安王ノムガンの指揮下にあり、ノムガン軍を内部撹乱する予定であった。しかしキプチャク人将軍トトガクの対応によってシンラカルは挙兵に至らず、カチウン家の軍勢が「ナヤンの乱」に直接参加することはなかった。
ナヤンの捕縛後も抗戦を続けたカダアンはカチウン家の人間であるとするのが一般的ではあるが、『集史』はカチウン家の反乱参加者としてシンラカルのみを挙げてカダアンの名前を記されないこと、史料によってはカダアンはナヤンの庶子とも記されることなどから、カチウン家の人間ではないとする説もある。

#### コルゲン家
チンギス・カンの庶子コルゲンを始祖とするコルゲン家からは、当主のエブゲンが反乱に加担した。エブゲンが反乱に加担した理由については従来不明であったが、近年の研究の進展により北安王ノムガンの存在が関係しているのではないかと考えられている。
元々、クビライが末弟のアリク・ブケを打倒し帝位継承戦争を制した後もモンゴル高原ではコルゲン家を含む元アリク・ブケ派の諸王が勢力を保っており、クビライが直接モンゴル高原の統治に介入することはできなかった。このような状況が一変させたのが「シリギの乱」で、反乱に失敗した旧アリク・ブケ派諸王はカイドゥの下に亡命し、図らずもモンゴル高原西方からクビライに反感を持つ諸王は一掃されることになった。結果として旧アリク・ブケ派諸王で残ったのはモンゴル高原東方に領地を持つコルゲン家のみで、「シリギの乱以後」のクビライ政権による統制強化に不満を感じるようになったのではないかと推測されている。さらに、1284年（至元21年）にはクビライの嫡子の一人であった「北安王」ノムガンがモンゴル高原に派遣されたが、この政策によって更にコルゲン家に対する統制が強化された結果、エブゲンが反乱に加担することを決意するに至ったのだと考えられている。

#### コデン家
『集史』「イェスゲイ・バートル紀」のオッチギン家条には「オゴデイ・カアンの息子コデンの一族」がナヤンの乱に呼応したとあり、具体的な人名は不明だがオゴデイ系コデン家の人物も反乱に加担していた。一方、『元史』には「1288年（至元25年）に也速不花（イェス・ブカ）が謀叛を企んだが、逮捕されて都に送られ、処刑された」との記述があり、『五族譜』で「コデンの息子メルギデイの息子」とされるイェス・ブカ(ییسوبوقا/yīsū būqā)で、彼こそがナヤンの乱に呼応したコデン家の人間ではないかと推測されている。

## 「ナヤンの乱」

### 反乱軍の動き
1287年（至元24年）2月よりナヤンは反乱のための準備を開始しており、ナヤンが遼東方面で徴兵を行っていると報告を受けたクビライはチェリク・テムルにナヤンの軍備増強を阻むよう命じている。『集史』の伝える所によると、反乱を起こすにあたってナヤンは各地の諸王に使者を派遣して自らに呼応して挙兵するよう要請し、これにオゴデイ・ウルスのカイドゥ、コルゲン・ウルスのエブゲン、コデン・ウルスの王族(イェス・ブカ)が応えた。中でも長年クビライと対立してきたカイドゥはこの機に乗じて大規模な侵攻を行う予定で、『東方見聞録』によるとナヤンの乱に呼応するため10万の騎兵を招集したという。
一方、東道諸王の本領たるヒンガン山脈東麓からは大きく分けて2つの軍団が南下を始め、反乱軍の中核にあたる軍団を首謀者のナヤン自身が、反乱軍の左翼に当たる別動隊をカサル家当主シクドゥルがそれぞれ率いた。ナヤン軍は遼河の北方地域（現在の内蒙古自治区赤峰市一帯）を西に進軍して直接クビライの住まう上都を衝き、シクドゥル軍はまず遼東一帯を制圧した後に遼河を渡って遼西に入り中国本土を目指す予定であったとみられる。結果として、クビライ軍が反乱軍と接触する頃には、カラ・ムレン（シラ・ムレンの支流）以東、スンガリ川（松花江）流域一帯は反乱軍の占領地（史料上では「乃顔之地」と称される）となっていた。
また、カチウン家当主たるシンラカルとコルゲン家当主のエブゲンはモンゴル高原に駐留しカイドゥ軍の侵攻に備える北安王ノムガンの指揮下にあり、反乱開始後にノムガン軍を内部撹乱する手はずで、最終的には西方から進軍してきたカイドゥ軍とノムガン軍を挟み撃ちにしてモンゴル高原を制圧し反乱軍の右翼として南下する予定であった。このようにナヤンが各地の諸王に協力を要請した結果、「ナヤンの乱」はモンゴル帝国西端のジョチ・ウルスとフレグ・ウルスを除く全てのウルスが参戦する大規模な戦乱となった

### クビライの対応

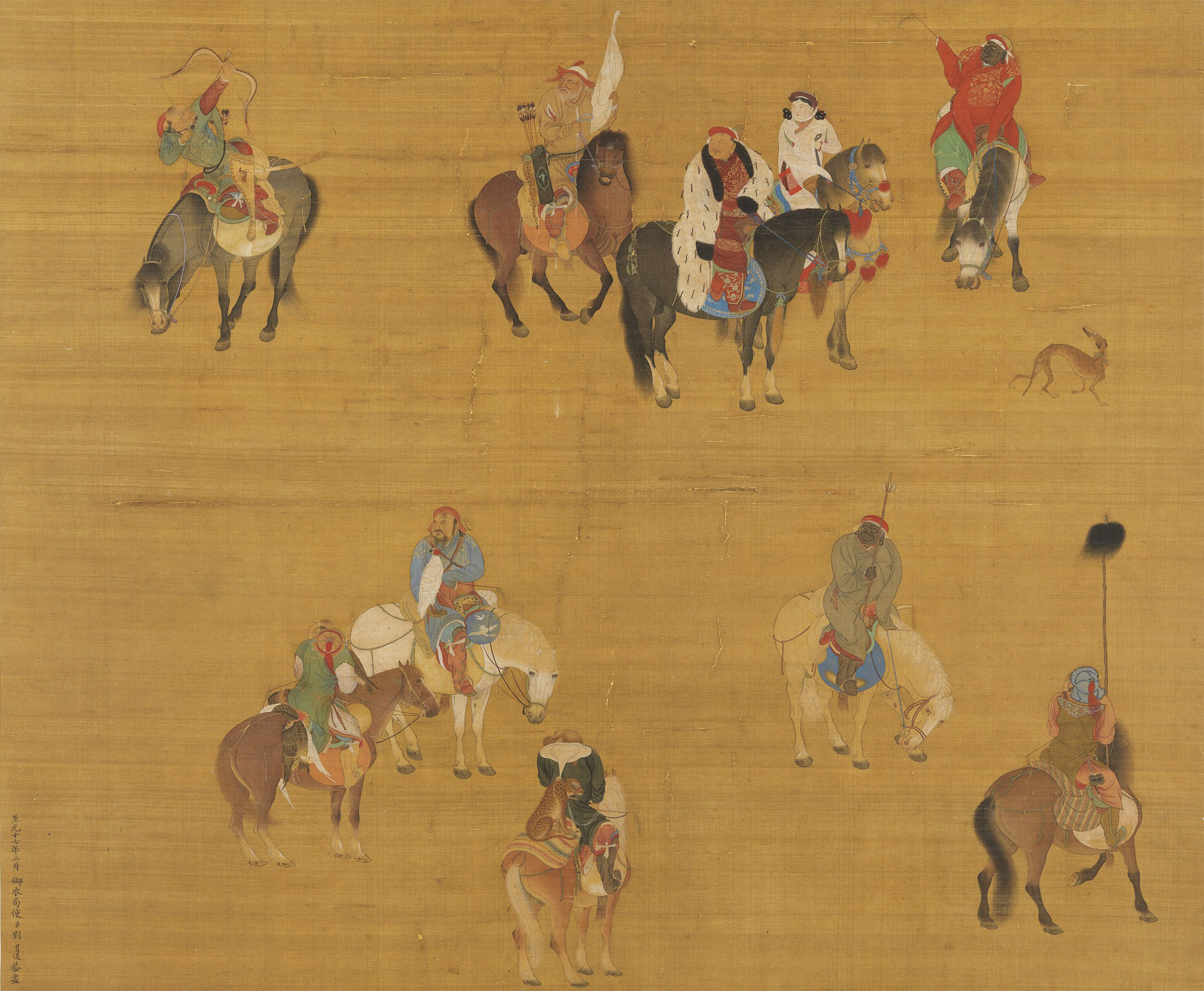
『元世祖出猟図軸』。マルコ・ポーロの記すタカ使い（シバウチ）や猟犬使い（グユクチ）が描かれており、これらがナヤンの乱におけるクビライ軍の主力となった。

1287年（至元24年）2月に遼東宣慰使のタチュからナヤンが反乱準備を始めたとの報告を聞いたクビライは先述したようにまずチェリク・テムルにナヤンの軍備増強を阻むよう命じ、次いで現地に駐屯する庶子のアヤチにタチュと協カして1万の軍勢を率いて先行するよう命じた。また、江南に駐屯する羅壁には黄海を経て遼河から反乱鎮圧軍に軍糧を補給するよう手配している。
同年4月、遂にナヤンが軍を起こすと、5月クビライは北京宣慰使にナヤンに従う者の移動・乗馬・武装を禁じるよう命じ、自軍の動静を悟られないようにした。マルコ・ポーロもこのようなクビライによる命令について言及しており、「かねてカアンは令を下して前途のあらゆる通路を占拠せしめ、だれ一人としてそこを無断で往来できないようにせしめていたので、敵（ナヤン軍）は全くこれに気づかなかった」と記している。また、近侍のアシャ・ブカをベルグテイ王家の下に派遣し、アシャ・ブカはナヤンが既に投降しようとしているとの虚報を以てベルグテイ王家の戦線離脱を成功させている。

『集史』「クビライ・カアン紀」によるとこの頃のクビライは老齢のためリューマチに苦しんでいたが、直属軍を招集して自ら親征することを決定した。クビライは反乱鎮圧のための軍の招集を始めたが、この時の様子について『東方見聞録』は次のように記述している。
クビライの意図は、マルコ・ポーロが語るように直属の軍団のみを以て、短期間に叛乱を鎮圧することにあったと見られる。この記述を裏付けるように、この時の遠征軍では華北（マルコ・ポーロの言うカタイ国）各地に駐屯する諸軍ではなく、クビライ直属の侍衛親軍が主力となっていた。ただし、先述したように侍衛親軍以外でこの戦いに参戦した軍勢の多くは反乱勃発以前から北方に駐屯していたのであり、その他の軍団が「諸国平定に従事するため京師を離れて出軍し」ていたため招集できなかったのは事実の一側面しか伝えていないと考えられている。なお、この時マングト部のボロカン（建国の功臣クイルダルの子孫）が「かつてチンギス・カンは東方の地の20分の9を東道諸王に与え、同様に20分の11をジャライル部・コンギラト部・イキレス部・マングト部・ウルウト部らの「五投下」に与えた。今五投下の兵を徴発すれば、それで東道諸王に対抗するに十分でしょう」と進言したとの逸話が残されているが、クビライは結局直属軍の招集を行っている。

### 緒戦（サラドゥルの戦い）

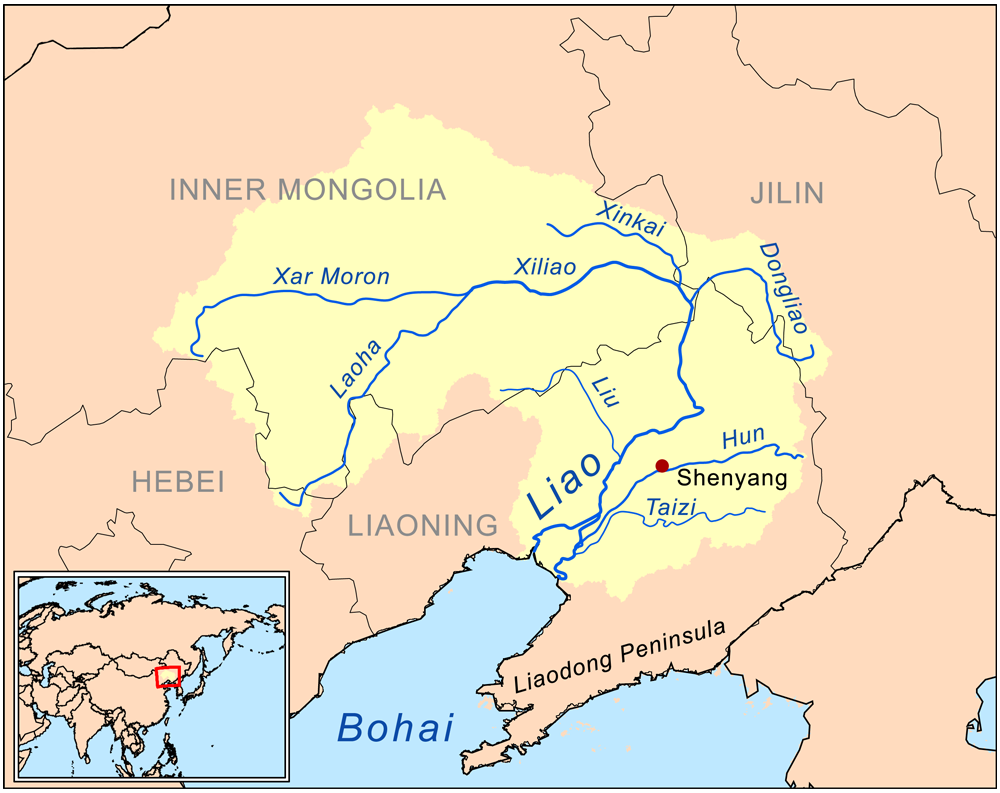
遼河流域。サラドゥルは遼河本流のラオハ川付近にあったと見られる

5月庚子日、上都を出発したクビライ軍は遼河方面に向かって急行し、6月壬戌日にはサラドゥル（撒児都魯、ラオハ川附近にあったと見られる）の地に到着し始めてナヤン軍と接触した。この間僅か21日のことであり、『東方見聞録』もクビライ軍が僅か20日でナヤン軍と接触したことを驚きを以て記している。サラドゥルにはナヤン軍の先鋒としてタブタイ（塔不帯）・金剛奴らが6万の兵とともに進軍してきており、ここで両軍は初めて干戈を交えることになった。
この時クビライ軍は遠路を疾駆して疲労困懲していた上、雨が長く続き軍糧も乏しく、撤退を進言する将軍もいた。しかしクビライ・ケシクに属するカシミール人仏教僧のテケは「かつて李広は一将のみで敵軍に疑念を懐かせることで撤退せることができました。ましてや陛下の万乗の威厳があれば同様に敵軍を撤退させることは容易いことでしょう。今敵軍は多く我が軍は少なく、また我が軍は地の利を得ていません。敵軍に疑念を懐かせることで撤退させるべきです」と進言し、クビライはこれに従った。クビライは部下に命じてゲル（天幕）を張らせてその中で胡床に座り、泰然としてテケの進める酒を飲んでいたところ、果たしてタブタイらは不利な状況にあって泰然とするクビライ軍の姿を見て伏兵の存在を疑い攻撃をしかけなかった。
その後クビライ軍の軍勢が整うと、丞相のバヤンはタブタイ・金剛奴との戦いに漢人将軍の李庭・董士らを起用することを提案した。李庭はアス軍などを率いてタブタイ・金剛奴軍と戦ったが、李庭が流れ矢に当たってしまったことや弩弓の不発もあって敵軍を倒しきることができなかった。その夜、クビライが李庭に敵軍の動きについて尋ねると、李庭は「敵軍は今夜中に必ず退却するでしょう」と答え、その夜に夜襲をかけることになった。洪茶丘は衣服や馬の尾を裂いて旗に見せかけ、また材木を蔽って兵のように仕立て、実際よりも兵数を多く装って夜襲に臨み、また李庭は壮士10名と「火砲」を持って敵軍に夜襲をかけた。李庭らが敵陣に入って火砲を放つと、敵軍は混乱して同士討ちを始め、遂に潰散してしまった。後にクビライが李庭に夜襲が成功した理由を尋ねると、李庭は「敵兵は数は多いが紀律がなく、陛下の車駕がここにあるというのに攻勢をかけてきませんでした。（このような消極性から、）敵軍の背後には更なる大部隊があって、敵将はそちらに退却しようとしているのだと疑ったのです」と答えたという。
敗走したタブタイ軍はマングト人のボロカンが追撃し、両軍は2日に渡って転戦した後、大いに反乱軍を撃ち破ったボロカンは敵将のクリル・キュレゲン（駙馬忽倫）を斬る功績を挙げた。また、この時に洪万とチェリク・テムルが別のナヤン軍の将軍を「黄海」にて破っている。更に別行動を取っていたウズ・テムル率いる軍団がこの時合流し、クビライは主力の騎兵部隊をウズ・テムルに、漢人部隊を李庭にそれぞれ率いて進軍するよう命じ、元軍は遂にタブタイを捕虜とした。このようにして緒戦はクビライ軍の勝利に終わったが、李庭が推察したようにナヤンの本軍は近くにまで迫ってきており、この緒戦からほどなくして主力軍どうしの会戦が行われることとなった。

### 主力軍の対決（シラ・オルドの戦い）

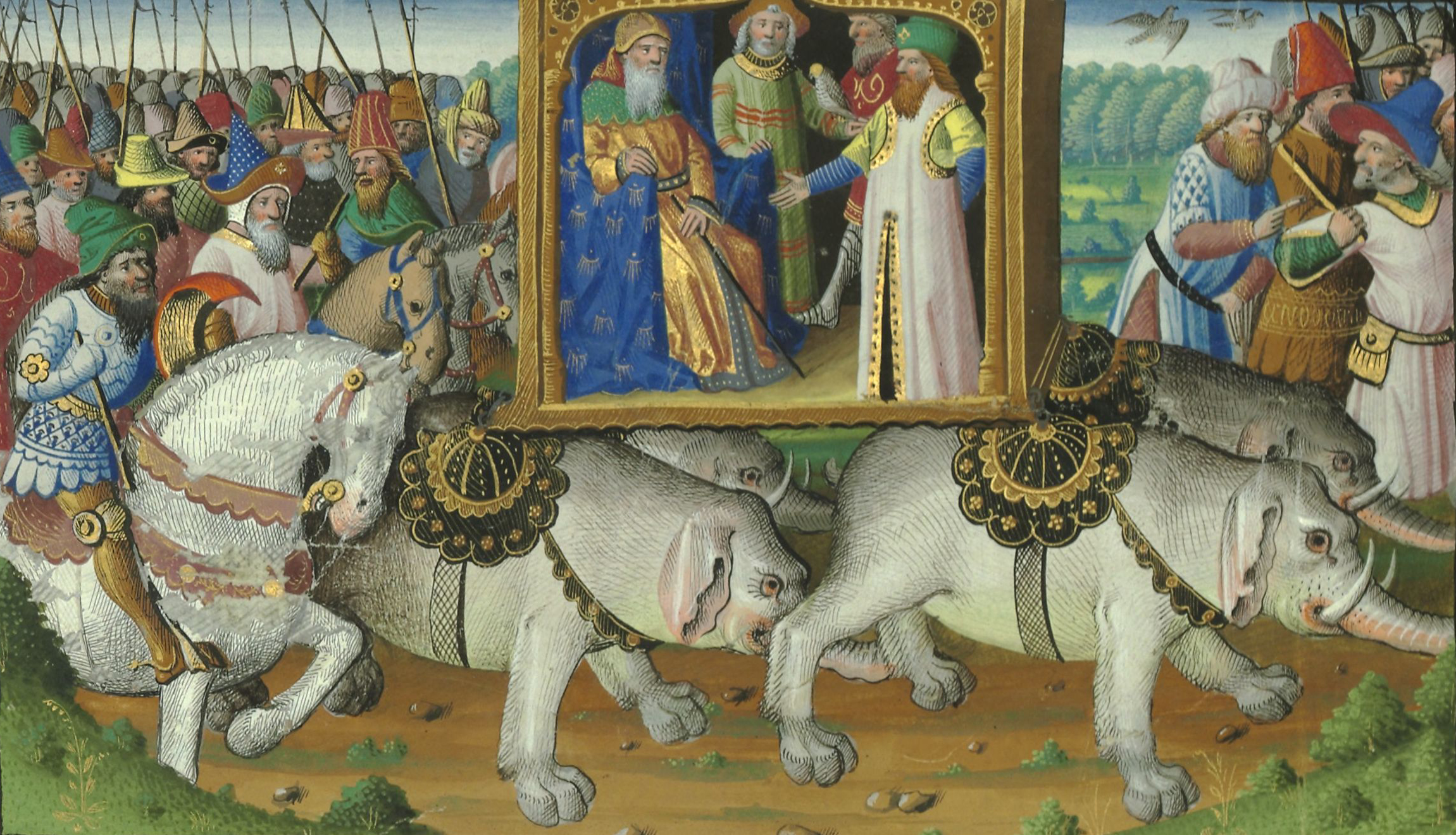
『東方見聞録』に描かれる、象に乗ったクビライ

サラルドゥの戦いの後、詳細は不明であるが「ブルグトゥ・ボルダク（不里古都伯塔哈）」の地にてクビライ軍とナヤン軍はぶつかり、再び敗走したナヤン軍を追うことで遂にクビライ軍はナヤン自らが率いる本隊と接触した。『元史』などの漢文史料が伝えるところによると、クビライ軍がナヤン自らが率いる反乱軍本隊と接触したのはシラ・ムレン河畔の「シラ・オルド」であったという。
前述したように、クビライによる情報封鎖によってナヤン軍は直前までクビライの接近に気づけず、また油断したナヤンは随伴していた妻妾と歓楽に耽っていたため、クビライ軍が現れると慌てて武器を執り戦列を整えた。ナヤン軍を発見したクビライ軍はモンゴル軍伝統の右翼・左翼・中軍の3軍編成をとり、両翼を上げてナヤン軍を包囲せんとした。『東方見聞録』『集史』が一致して伝える所によるとこの時クビライは象の上に設えた駕籠に乗って出陣したとされ、これは『元史』巻78に「象轎」と記されるもので、東南アジア諸国から献上された象を利用したものであった。また、『東方見聞録』によるとクビライは頭上に日月を描いた皇帝旗を掲げたとされるが、これは『元史』巻79に「日旗」「月旗」と記されるもので、青地に赤い炎を描き、その上に日/月を描いたものである。一方、前述したようにナヤンはネストリウス派キリスト教徒として洗礼を受けていたため、ナヤン軍は十字架を掲げていた。

この時のクビライ軍対ナヤン軍の戦闘については、『東方見聞録』が最も詳細な記述を残している。
『元史』などの漢文史料も断片的ながらこの戦闘の苛烈さを伝えており、『元史』巻156によると一時クビライの乗る戦象にナヤン軍の矢が集中し、漢人部隊を率いる董士選らが突撃し敵軍を突き崩したためクビライは難を逃れる場面があったという。ナヤン軍が総崩れとなるとナヤン自身も逃れようとしたが、アスト人将軍ウワズらの追撃を受けて捕らえられた。クビライは後述するように投降した者達は寛大に扱った一方、叛乱の象徴たるナヤンに対しては速やかなる処刑を決定し、『東方見聞録』によるとナヤンは「絨毯に包まれた上で所構わず打ちのめされて殺された」という。このような「血を出さずに殺す（モンゴル語: Čisu ülü γarγan ala' ul）」処刑方法は古くからある「貴人は血を流して処刑してはならない」というモンゴルの慣習に則ったもので、チンギス・カンのライバルであったジャムカや、皇后オグルガイミシュが同様の方法で処刑されたことが知られている。
こうしてクビライ軍が「短期間に3戦して（サラルドゥ、ブルグトゥ・ボルダク、シラ・オルド）3勝し」ナヤン本軍を粉砕した結果、各地で反乱軍の別働隊が未だ活動していたとはいえ、戦いの趨勢は完全に決した。ナヤン軍との決戦を終えたクビライ軍がシラ・オルドにおいてナヤン軍の輜重を接収し終えたのが6月乙亥日のことで、クビライの出陣から僅か1か月余り後のことであった。

### 遼東・遼西戦線（反乱軍左翼）
先述したように、カサル家のシクドゥル率いる軍勢はナヤンの本軍とは別行動をとり、遼東・遼西一帯を制圧すべく遼河流域に南下してきた。シクドゥル軍の第一攻略目的は遼東の要衝咸平府（現在の開原市）であり、そこから更に遼河を渡って豪州・懿州（現在の阜新市）にまで進軍しようとしていた。このような事態に対し、豪州・懿州は守備兵力が足りないことを理由に朝廷に援軍要請をし、諸衛の軍1万人・モンゴル軍1千人が派遣された。
これに対応するべく編成・派遣されたのがクビライの庶子アヤチ率いる軍団で、アヤチ軍はアヤチ自ら率いる軍団、ジャライル部出身のタチュやアラーウッディーン率いるジャライル軍、イレグ・サカルや王徳亮ら率いる北京宣慰使軍の3部隊より構成されていた。遼東一帯に南下してきたシクドゥルはナヤンの乱に呼応して出兵した女直人との連動によってタチュら率いる部隊を一時敗退させ、タチュは妻子を棄てて麾下の12騎とともに建州に逃れざるを得なくなった。その後、咸平府から1500里離れた地点でシクドゥル軍とアヤチ軍の会戦が行われたが、敵将のタイサ・バートルの奮戦やタチュが流れ矢に当たってしまったことなどにより、アヤチ軍が劣勢となった。シクドゥル軍のテケ・チャルチらはアヤチの本陣にまで迫ってこれを捕虜としようとしたが、タチュらの奮戦によってアヤチはなんとか撤退し、遼河を西に渡って遼西地方にまで逃れた。その後シクドゥル軍は当初の目標であった咸平府の占拠に成功するが、6月中にはナヤン本隊がクビライ軍に敗れたこともあってシクドゥル軍の勢いは俄に衰えた。同年7月、アヤチとタチュ率いる軍は瀋州（現在の瀋陽市）に、亦児撒合は懿州に進軍してシクドゥル軍を討伐し、シクドゥル率いる反乱軍は完全に平定された。

### モンゴリア戦線（反乱軍右翼）

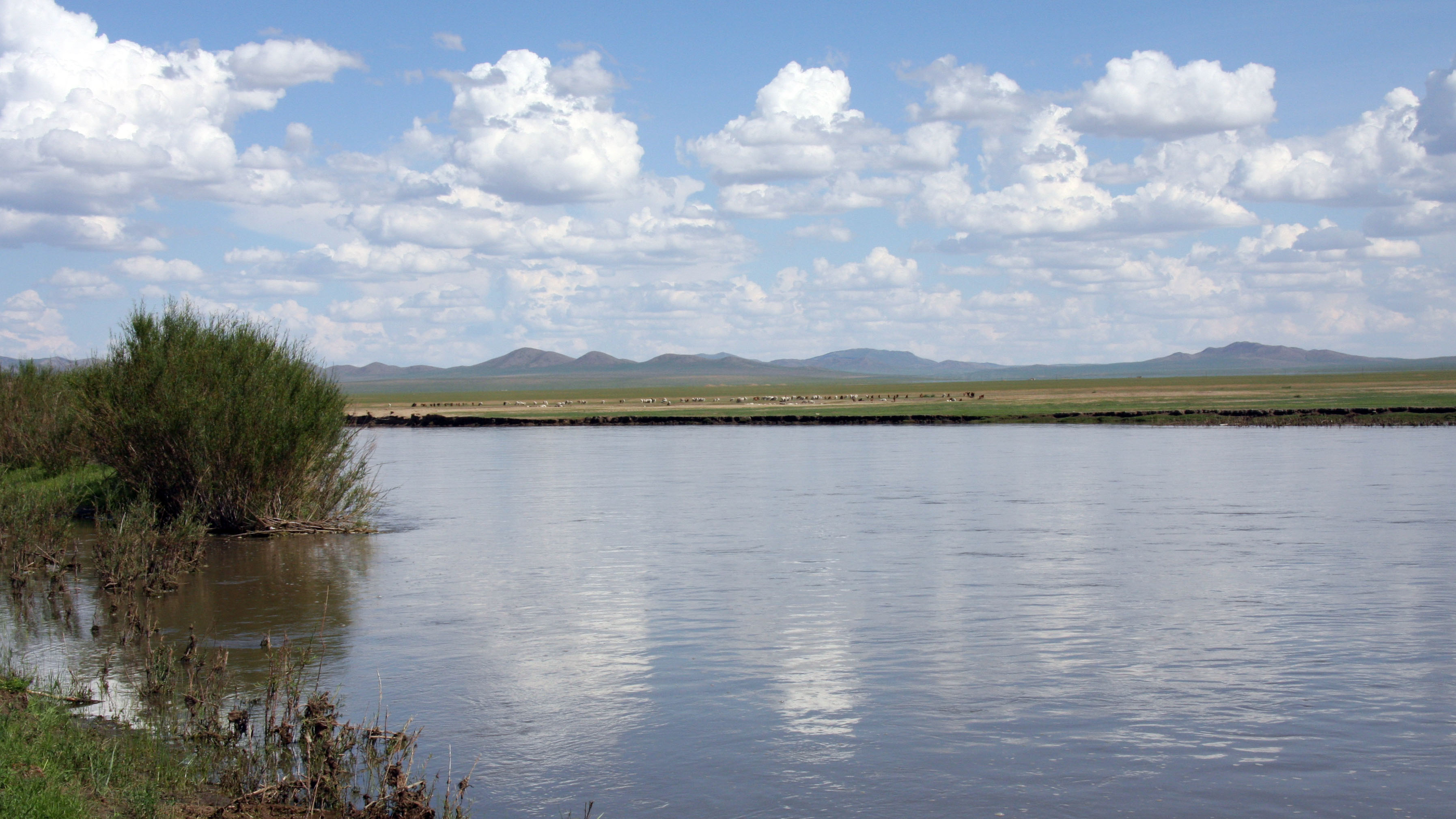
コルゲン家の遊牧地があったケルレン川

先述したように、モンゴリアではカイドゥの侵攻に対応するために北安王ノムガン率いる軍団が展開しており、この軍団に属するカチウン家当主シンラカルとコルゲン家当主エブゲンがナヤンの挙兵に呼応してノムガン軍を攻撃する予定であった。この計画に対応したのはキプチャク軍団の指揮官で「シリギの乱」以来モンゴリアに駐屯していたトトガクで、トトガクはナヤンからシンラカル・エブゲンに宛てて密かに派遣された使者を捕らえ、ナヤンの叛乱に関する情報を悉く把握した。使者が捕らえられたことを知らず、シンラカルはトトガクとドゥルダカというノムガン配下の二大将軍を宴に招いて謀殺しようとしたが、トトガクはシンラカルの真意を知っていたためにドゥルダカとともに宴に行くことを止め、シンラカルの計画は失敗に終わった。程なくしてシンラカルにクビライの下に訪れよとの命令があり、シンラカルは当初「東道」すなわち本領のカチウン・ウルスよりクビライ・カアンの下へ行こうとした。しかしトトガクは「シンラカルの分地は東方にあり、仮にシンラカルが脱走して叛乱に合流したならば、虎を山に放つようなものだ」と北安王ノムガンに忠告したため、シンラカルは本領に戻ることなく「西道」に進むしかなくなり、「ナヤンの乱」に直接参加することはできなくなった。
また、シンラカルの謀略と前後してコルゲン家のエブゲンがケルレン河方面で挙兵したとの報が届くと、トトガクは他の将軍がクビライの指示を仰いでから出兵しようとしたのに対し、「兵は神速を貴ぶ。叛乱が事実ならば我々は敵の不意を突かなければならない」と語って即日出陣した。トトガク及びオングト部のコルギスは精鋭を率いて七日間疾駆し、トーラ川を渡ってブルカン・カルドゥンでエブゲンの軍と遭遇した。トトガク・コルギス軍がエブゲン軍と対陣した日、気温は暑く強い北風が吹いていたが、コルギスは「天は我々に味方している」と語り、馬に笞うって戦闘に赴き、トトガク・コルギス軍はエブゲン軍を大いに撃ち破った。エブゲンは配下の兵の大半を殺され、僅かに数騎を率いて逃れ去った。
「ナヤンの乱」勃発の至元25年（1288年）冬、エブゲンは再び兵を率いて元軍に攻撃を仕掛けたが、不都馬失・忽剌忽・阿塔海らの奮戦によって撃退された。それから程なくしてエブゲンはタタル部出身のダダカル（ボルスの子）に捕らえられ、同年中にはエブゲンの叛乱は終息したものと見られる。シンラカル・エブゲンらの「ナヤンの乱」呼応に対してほとんどトトガク一人が対応したように見られるのは、ノムガンらモンゴリア駐屯軍の中核がカイドゥの侵攻に対応するために下手に動くことができなかったためと考えられている。

### 「ナヤンの乱」戦後処理

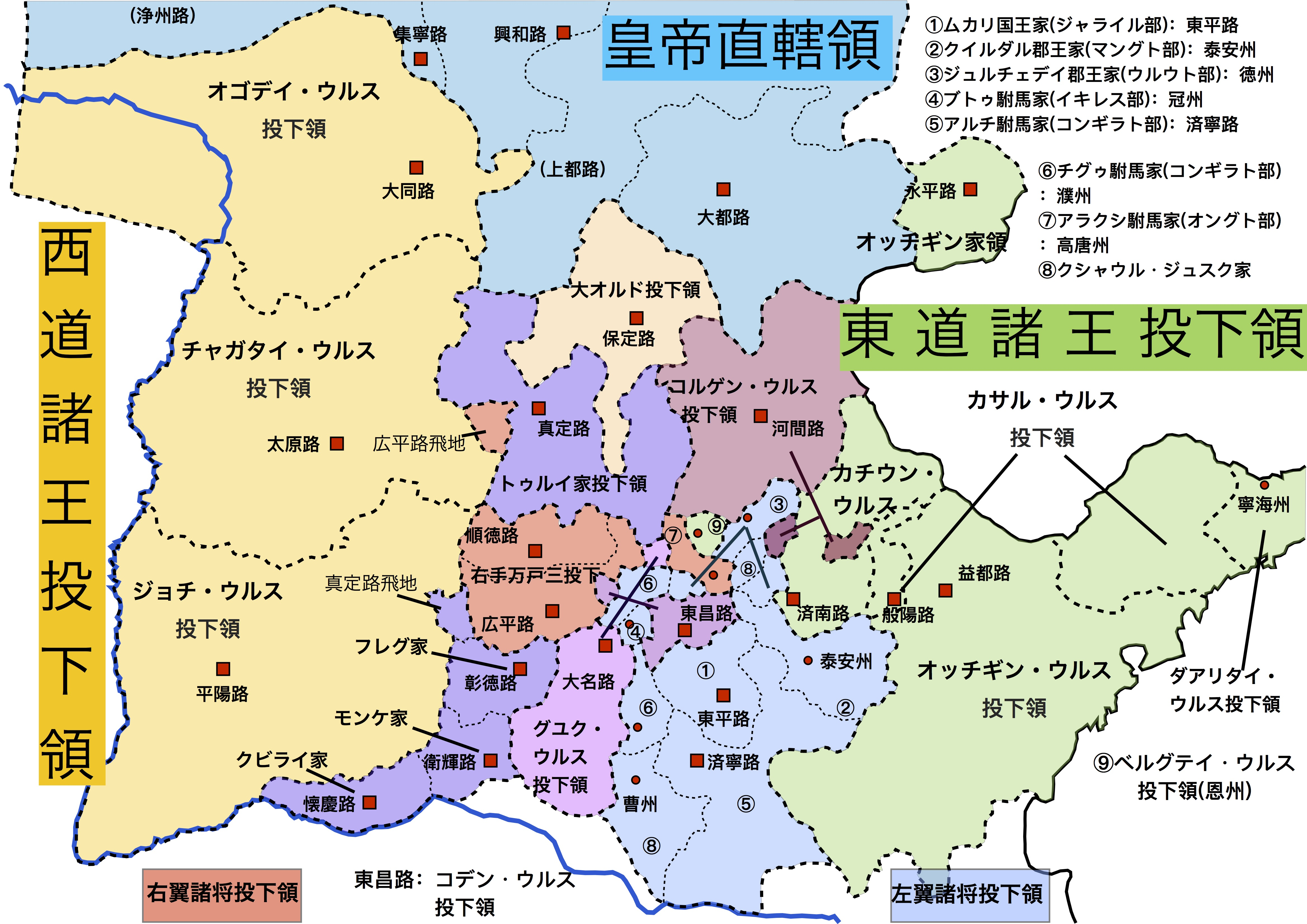
モンゴル時代の華北投下領。東道諸王の投下領は右側（東方）に位置する。

ナヤンが処刑された翌月の7月には早くもクビライによる戦後処理が進められ、まずオッチギン家、カチウン家、コルゲン家がそれぞれ自らの華北投下領（オッチギン家は益都路と平灤路、コルゲン家は河間路、カチウン家は済南路）で任命していたダルガチを罷免した。
クビライによる「ナヤンの乱」の戦後処理について、『集史』「クビライ・カアン紀」は「（クビライは）彼等（東道諸王）の諸軍を分割し分散した」と記し、また「イェスゲイ・バートル紀」ではこの叛乱の首謀者であったシクドゥル、シンラカル、ナヤンらを処刑して彼等の軍隊を分割した結果、「現在、彼等のウルスには誰も生き残っていない」とも記している。しかし、『元史』などの漢文史料によると叛乱を起こした東道諸王らへの処遇は『集史』が伝えるほど重いものではなかったようで、首謀者の中でもシクドゥルは死刑を免れており、また先祖伝来の遊牧地も没収されずそのままとされている。『集史』の伝える「（東道諸王の）軍隊の分割・解散」についても、元ナヤンやシンラカル所属の兵の一部が江南へ配流とされて水軍に転用された記録はあるが、それも一部に留まっていた。総じて東道諸王のウルスは叛乱勃発以前と変わらぬままで存続を許されたようで、実際にナヤンの子であった遼王トクトアは父同様に傲慢に振る舞い、主に漢人官僚からオッチギン・ウルスの廃止論が唱えられるまでになっている。
一方、クビライがナヤンの処刑後にまず行ったとされるのが、叛乱首謀者たる各王家の当主すげ替えであった。オッチギン王家では唯一クビライ側に味方した庶流のナイマダイが新たな当主となり、カチウン家ではエジルが、カサル家ではバブシャが新たな当主に任命された。このように東道諸王たちに対して寛大な処分が示されたのは、ナヤンの処刑後もカダアンを始めとする抵抗勢力が各地に残っていたこと、またナヤンの乱に呼応するべく活動を始めていた西方のカイドゥに備えなければならなかったことなどから、速やかな東道諸王との和解と事態の収拾・沈静化が必要とされたためであると考えられている。ただし、この戦後処理案に対する不満が反乱軍の抵抗＝「カダアンの乱」を引き起こし、長引かせてしまったと考えられている。

## 「カダアンの乱」

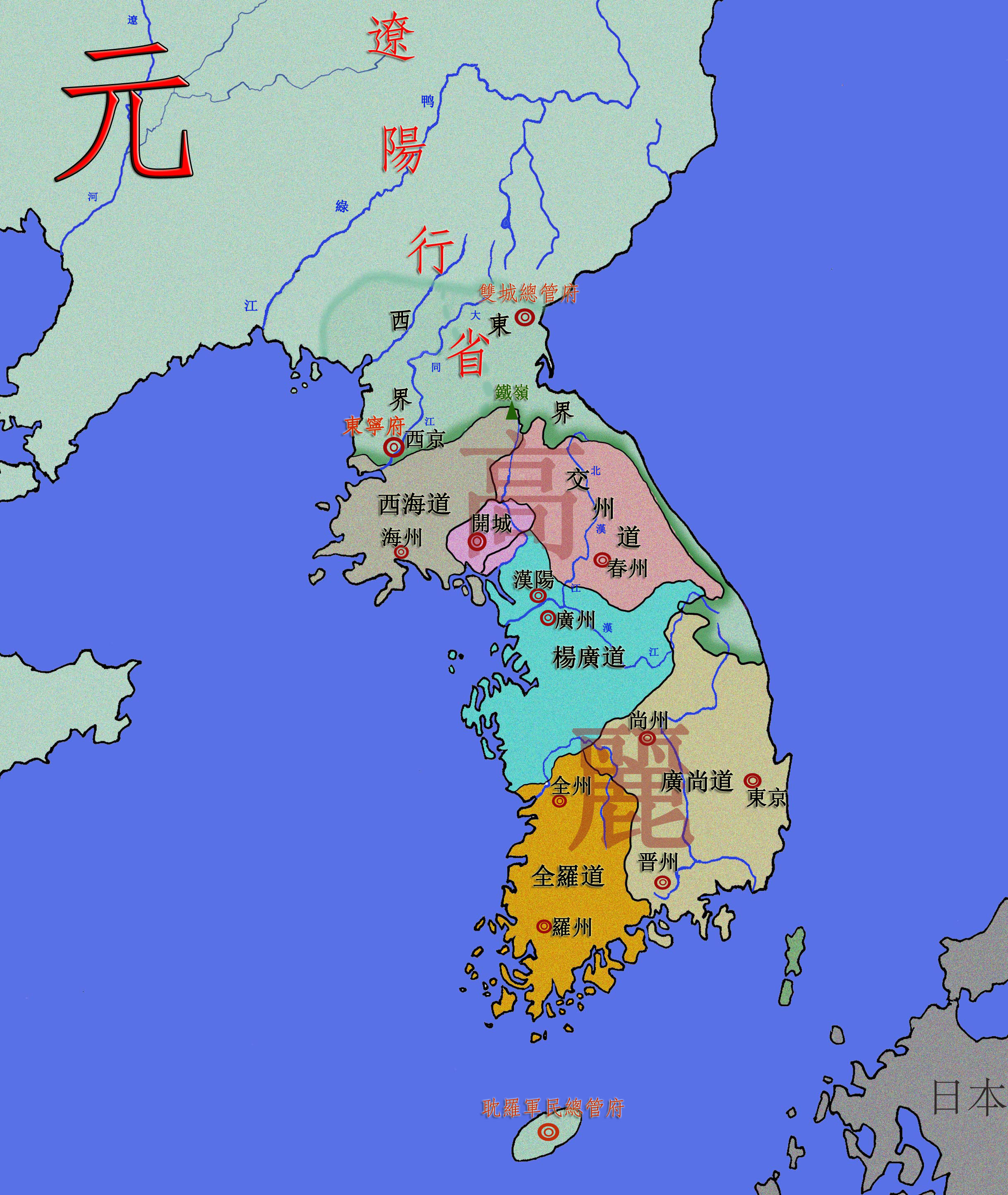
高麗国

### 残党軍の抗戦
反乱の首謀者たるナヤンが敗れて捕らえられたとはいえ、未だ各地で反乱軍は活動中であり、それらを糾合して大元ウルスへの反抗を続けたのがカダアンであった。「カダアン」の乱については『集史』『東方見聞録』ともに言及がなく、「ナヤンの乱」に比べると漢文史料の断片的な記述しか残されていない。そのため、カダアンが抗戦を続けるに至った理由について記した記録もないが、クビライによる戦後処理の中で自らの息子ではなく甥に当たるチャクラが新たなカチウン家当主に任命されたことに不満を抱いたためとする説、またカダアンはカチウン家の人間ではなくナヤンの息子であり父の意思を継いで抗戦を続けたのだとする説などがある。
「ナヤンの乱」時においてカダアンがどのように行動をしていたか不明であるが、カダアン率いる軍団はナヤンの捕殺後も大元ウルスに投降せずに現在のノン川西岸沿いに北方に向かって逃走していた。これを追撃したのがセチェゲンで、セチェゲン軍はノン川西のコシューン(火失温)の地でカダアン軍を捕捉したが、抗戦したカダアン軍は逆にセチェゲン単を打ち破ってしまった。これを聞いたクビライは援軍としてイキレス部のクリル率いる200の軍勢を派遣し、援軍を得た元軍は遂にカダアン軍を破り、カダアン軍は「巣穴(本拠地)」に退却せざるをえなくなった。
一方、ウズ・テムルの指揮下にあったキプチャク人将軍のベク・テムルやアスト人将軍のバガトル、高麗人将軍の洪万はタブタイ・金家奴率いるナヤン軍残党を追撃し、フルンボイル地方のハルハ河にて残党軍を捕捉・撃破した。敗走する残党軍はヒンガン山脈西麓を北上して逃れ、これを追ったベク・テムルと洪万はハイラル川流域で残党軍を再び破った。ハイラル川流域のジャラマトゥで敗れた残党軍は更にノン川流域に逃れたが、そこでも敗れ遂にタブタイ・金家奴率いるナヤン軍残党は遂に平定された。これらフルンボイル地方でのナヤン軍残党の平定はナヤンが捕殺された翌月の7月に行われ、9月にはこれらの軍も帰還した。
このようにして秋までにはナヤン軍残党の多くは撃破・平定されたが、本拠地に逃れることのできたカダアンは再起を図り、同年10月前後には再び蜂起した。これに対して再び諸王アヤチを主将とする討伐軍が組織され、ノン川流域方面に向かった。同年12月、「木骨不剌」の地で諸王トゴン率いる部隊がカダアン軍を捕捉したが一時不利となり、洪万の騎兵の助けを得てようやくカダアン軍を破った。両軍は更に黒竜江流域で転戦し、基本的には元軍が優勢ではあったがカダアン軍を追い詰めることができずに年を越してしまった。

### テムルの出陣
「ナヤンの乱」が始まった翌年の1288年（至元25年）4月、抗戦を続けるカダアン軍に対してクビライは孫のテムルを主将とする新たな討伐軍の派遣を決定した。翌5月には武平路から馬5千匹を徴発してテムル軍に与え、またケシクテイに属する者達と漢人軍併せて5300人、また侍衛親軍の中からも漢人兵5000人を選抜してテムルに与え、北上させた。
一方、この頃カチウン・ウルスでは新たに当主となったエジルがカダアンと与して抵抗を続ける諸王コルコスンの攻撃を受けるという事件が起きており、急行したトトガク率いるキプチャク軍団がウルクイ川でコルコスン軍を破った。後に、この時の救援に感謝したエジルはトトガクに自らの妹タルン（塔倫）を娶らせている。また、ウズ・テムル麾下のベク・テムルや洪万の部隊は「斡麻站」「兀剌河」「麦哈必児哈」「明安倫城」「忽蘭葉児」といった場所で長らくカダアン軍と戦っていたが、テムルが出陣準備を整えていた5月に「帖里掲」の戦いで不利に陥り、洪万は軍功を挙げたがベク・テムルは体中に矢傷を負って退却せざるをえなくなった。
夏頃、テムル率いる討伐軍はウルクイ川にて現地で戦闘を続けていた部隊と合流して軍勢を整え、一方カダアン軍はタウル河に駐屯しており、8月に両軍はタウル川とその支流グイレル川の間の平原にて激突した。この戦闘にはイキレス部のクリル、ベク・テムル、洪万、李庭らが参戦しており、李庭が矢傷を左脅と右股に受けながらも精鋭とともにグイレル川の上流に至り「火砲」を発したことでカダアン軍の馬を驚かせ、その隙に元軍は一斉にその下流を渡河してカダアン軍に迫った。「火砲」の発射によって馬の統制を失ったカダアン軍は元軍の攻勢を支えきれず、ベク・テムルが敵将の一人アルグン・キュレゲン（駙馬阿剌渾）を討ち取る活躍を見せたことで元軍の勝利が決まった。敗北したカダアン軍本隊はタウル川を渡って南に逃れ、敗残兵100人余りが周囲の山谷に逃れた。クリルは200の兵を率いてこれらの敗残兵を駆り立て、セチェゲンらによる制止も無視してこれらを皆殺しとした。
このようにして元軍はカダアン軍に大勝利を収めたが、主力軍を指揮するウズ・テムルは主将のテムルに「既に冬の厳寒期が近づいてきており、春が訪れるのを待って黒竜江方面に進み、カダアン軍の本拠地を攻撃すべきであろう」と進言し、テムルもこれに従った。この一戦でカダアン軍が受けた打撃は大きく、実際に1288年末から1289年にかけてカダアン軍の目立った動きは見られなくなるが、カダアンらは抗戦を諦めず叛乱は簡単には終結しなかった。

### 高麗への侵入
1288年（至元25年）から1290年（至元27年）にかけて元軍とカダアン軍との間には現在の中国東北部一帯を横行しながら散発的に戦闘が行われ、追い詰められたカダアン軍は長白山方面に逃れて豆満江を渡った後、高麗との国境に隣接した双城へ南下した。これを警戒したクビライは高麗に対してカダアン軍を討伐するよう命じたが、高麗はこれを果たせず、カダアン軍は海陽（現北朝鮮領の吉州郡）を荒らした。
1291年（至元28年）正月、高麗の国境守備隊の不手際により、遂にカダアン軍は鉄嶺（高山郡）から交州道（淮陽郡）への侵入を果たした。カダアン軍は高麗各地を荒らし回り、行く先々で殺戮と略奪を繰り返し、住民の遺体を人肉として取ったり強姦するなど、その惨状が極まった。高麗国内では農業が行えなくなる、ジャムチ（駅伝制度）も崩壊する被害に見舞われた。カダアン軍が開京に迫ると、高麗の忠烈王は江華島に逃れ、クビライに支援を要請した。これにより、同年4月にナイマダイとボロカン率いる元軍が高麗に進入した。一方、カダアン軍は本領から遠く離れた高麗で安住することもできず、楊広道の燕岐県で元軍と高麗軍の挟み撃ちにあい、気勢が大きく挫けた。最終的にカダアンは再び高麗と大元ウルス国境を目指したところ、鴨緑江付近へ北上したが、元・高麗連合軍の攻撃によりカダアン軍は壊滅し、カダアンとその子ラオディは殺された。こうして、6年にわたる「ナヤン・カダアンの乱」に終止符がうたれた。

## 後世への影響

### 東北地域の安定化
「ナヤン・カダアンの乱」を経て直接的に最も大きな影響を受けたのが元々東道諸王の勢力圏であった黒竜江流域の諸地域であった。ナヤンが処刑されてから間もない1287年（至元24年）10月、この地には改めて遼陽等処行中書省が設置されたが、この行省は最も位の高い首席平章を叛乱鎮圧軍の指揮官でもあるセチェゲンが務め、また同じく叛乱鎮圧軍に属するチェリク・テムル、タチュ、洪茶丘らが属するなど、「ナヤン・カダアンの乱」鎮圧と密接な関係を有していた。セチェゲン、チェリク・テムルを中心とする軍事力、洪茶丘のような現地の有力者の後ろ盾が備わった遼陽行省は強大な権限と軍事力を以て東北地域の安定化に尽力した。特にセチェゲンとチェリク・テムルはクビライの次の皇帝テムルの治世の末期まで遼陽行省のトップに居座り続け、約20年に渡って同一人物によって差配されるという特殊な状態にあった。このような遼陽行省の強大な権限はあくまで東北地域の安定化のためのものであり、東道諸王と大元ウルスとの仲が安定し、また大元ウルス内における高麗国の地位が高まると前述のセチェゲン、チェリク・テムルは解任された。
一方、ナヤンの処刑後にクビライによって新たに当主に任じられた東道諸王は概してクビライとその後継者テムルに対して好意的で、特にカサル家のバブシャとカチウン家のエジルはカイシャンの指揮下に入ってカイドゥとの戦いで尽力し、クビライ家との友好関係は従来通りに復活した。オッチギン家については、ナヤンに代わって当主となったナイマダイの後、ナヤンの子であったトクトアが当主となったが、父同様に驕慢で元朝を侮る言動が屡々みられたという。しかし、トクトアは「天暦の内乱」においてカサル家の斉王オルク・テムルに殺害されており、建国以来の東道諸王内での強い結束も失われてしまったようである。
総じて、強大な権限を持つ遼陽行省の設置と東道諸王の勢力分散と当主交替によって黒竜江流域の諸地域は叛乱勃発以前の安定した状態に戻ったといえる。

### テムル即位
モンゴル帝国-大元ウルス史上における「ナヤン・カダアンの乱」の特筆性として、この戦役を通じてテムル（後の成宗オルジェイトゥ・カアン）がクビライの後継者としての地位を堅固なものとした点が挙げられる。元々、クビライの後継者は長らく皇太子チンキムであったが、「ナヤン・カダアンの乱」直前に死去してしまったため、クビライはチンキムの子の中から新たに後継者を選ばなくてはならなくなった。前述したように、このように後継者について定かでない時期であるがためにクビライはナヤンらを叛乱に追い込んだのだとする説もある。チンキムには正妻ココジンとの間にカマラ、ダルマバラ、テムルという3人の男子があったが、ダルマバラは病弱で早世したために後継者から除外され、実質的にカマラとテムルによってクビライの後継者の地位は争われた。クビライはナヤン・カダアンの乱鎮圧にテムルを同行したのと並行してカマラもカラコルム駐屯軍に派遣しており、この時クビライは両者をカアン位の後継者候補として互いに競わせようとしていたと考えられる。
前述したようにこの戦役、主に「カダアンの乱」鎮圧戦でテムルが大過なく任務を遂行できたのに対し、カマラは1289年（至元26年）にカイドゥとの戦いに敗れており、この責任を取る形でその翌年雲南方面に派遣された。1293年（至元30年）にはテムルもモンゴリアのチンカイ・バルガスンに派遣されたが、この時テムルの補佐を務めたのがウズ・テムルであり、ウズ・テムル以外にもアシャ・ブカやオルジェイ、クルムシといった「ナヤン・カダアンの乱」鎮圧戦に参加した将軍の多くがこの時テムルの指揮下に入った。そして翌1294年（至元31年）に入るとクビライが遂に崩御し、次のカアンを決めるためのクリルタイが上都で開かれた。この時カアン候補として挙げられたのがやはりカマラとテムルであったが、出席者にはバヤン、ウズ・テムル、オルジェイ、トトガクといった「ナヤン・カダアンの乱」鎮圧戦に参加した諸将も多く参加しており、最後にはウズ・テムルとバヤンの強い後押しによってテムルが即位を果たすことができた。
以上の点から、吉野正史は「ナヤン・カダアンの乱」においてテムルが諸将を率いて戦ったことこそが、カアン即位の政治的流れの始点になったのであり、ひいてはクビライ期からテムル期への比較的穏健な政権移行がなされた要因でもあると指摘している。